# Tiheäsaari (ö i Norra Österbotten)
Tiheäsaari är en ö i Finland. Den ligger i sjön Tyräjärvi och i kommunen Taivalkoski i den ekonomiska regionen  Koillismaa ekonomiska region  och landskapet Norra Österbotten, i den nordöstra delen av landet, 600 km norr om huvudstaden Helsingfors. Öns area är 0,9 hektar och dess största längd är 170 meter i öst-västlig riktning.